# Sofie Flader
Sofie Flader, née le 4 juin 1996 à Copenhague au Danemark, est une handballeuse danoise évoluant au poste de demi-centre. 

## Palmarès

### En sélection
autres
- vainqueur du championnat du monde junior en 2016[1]
- vainqueur du championnat d'Europe junior en 2015[2]